# Jennifer O'Neill
Jennifer O'Neill (Rio de Janeiro, 20 de fevereiro de 1948) é uma atriz brasileira, radicada nos Estados Unidos.

## Biografia
Jennifer nasceu no Rio de Janeiro, Brasil. Sua mãe era inglesa e seu pai era um brasileiro de ascendência espanhola e irlandesa. Iniciou-se na carreira de modelo aos quinze anos, em Nova Iorque. Seu primeiro filme foi For Love of Ivy, em 1968. Apesar do pequeno papel, ela atraiu a atenção do diretor Howard Hawks, que a contratou para estrelar Rio Lobo em 1970, em que contracenou com John Wayne. Em 1971, atuou em Summer of '42, filme que a tornou conhecida nos Estados Unidos. Depois desse filme nunca mais recebeu convites para um grande papel. Fez Lady Ice em 1973 e Scanners em 1981. Em 1976, passou algum tempo na Europa, onde trabalhou com o diretor italiano Luchino Visconti em seu último filme, L'Innocente.
Jennifer fez mais sucesso em filmes para a televisão, incluindo atuações em Love's Savage Fury e em Bare Essence.
Casou nove vezes, com oito diferentes maridos, e tem três filhos. Atualmente, vive em uma fazenda em Nashville. Escreveu uma autobiografia, Surviving Myself, e participa de campanhas humanitárias diversas.

## Filmografia

### No cinema
| Ano  | Título                                     | Personagem                           | Notas                |
| ---- | ------------------------------------------ | ------------------------------------ | -------------------- |
| 1968 | For Love of Ivy                            | Sandy                                |                      |
| 1969 | Futz                                       | —                                    |                      |
| 1969 | Some Kind of a Nut                         | —                                    |                      |
| 1970 | Rio Lobo                                   | Shasta Delaney                       |                      |
| 1971 | Summer of '42                              | Dorothy                              |                      |
| 1971 | Such Good Friends                          | Miranda                              |                      |
| 1972 | Glass Houses                               | Jean                                 |                      |
| 1972 | The Carey Treatment                        | Georgia Hightower                    |                      |
| 1973 | Lady Ice                                   | Paula Booth                          |                      |
| 1975 | The Reincarnation of Peter Proud           | Ann Curtis / Jeff's-Peter's Daughter |                      |
| 1975 | Whiffs                                     | Lt. Scottie Hallam                   |                      |
| 1975 | Gente di rispetto                          | Teresa Raffo                         |                      |
| 1976 | Call Girl                                  | —                                    |                      |
| 1977 | Sette note in nero                         | Virginia Ducci                       |                      |
| 1978 | Caravans                                   | Ellen Jasper                         |                      |
| 1979 | Love's Savage Fury                         | Laurel Taggart                       |                      |
| 1979 | A Force of One                             | Mandy Rust                           |                      |
| 1979 | Steel                                      | Cass Cassidy                         |                      |
| 1980 | Cloud Dancer                               | Helen St. Clair                      |                      |
| 1981 | Scanners                                   | Kim Obrist                           |                      |
| 1981 | The Other Victim                           | Nancy Langford                       |                      |
| 1985 | Chase                                      | Sandy Albright                       |                      |
| 1986 | Perry Mason: The Case of the Shooting Star | Alison Carr                          |                      |
| 1987 | I Love N.Y.                                | Irene                                |                      |
| 1988 | The Red Spider                             | Stephanie Hartford                   |                      |
| 1988 | Glory Days                                 | Scotty Moran                         | Filme para televisão |
| 1989 | Full Exposure: The Sex Tapes Scandal       | Debralee Taft                        |                      |
| 1990 | Personals                                  | Heather Moore                        |                      |
| 1991 | Committed                                  | Susan Manning                        |                      |
| 1992 | Richard Marx: Hazard                       | Mãe de Richard                       |                      |
| 1992 | Invasion of Privacy                        | Hillary Wayne                        |                      |
| 1992 | Love Is Like That                          | Ms. Alman                            |                      |
| 1992 | Perfect Family                             | Maggie                               |                      |
| 1993 | The Cover Girl Murders                     | Kate                                 |                      |
| 1994 | Jonathan Stone: Threat of Innocence        | Nan Stone                            |                      |
| 1994 | Discretion Assured                         | Paige                                |                      |
| 1994 | The Visual Bible: Acts                     | Lydia                                |                      |
| 1995 | Silver Strand                              | Louellen Peterson                    |                      |
| 1996 | Voyeur II                                  | Dr. Elizabeth Duran                  | Videogame            |
| 1997 | The Corporate Ladder                       | Irene Grace                          |                      |
| 1997 | Raney                                      | Dr. Bridges                          |                      |
| 1997 | The Ride                                   | Ellen Stillwell                      |                      |
| 1999 | The Prince and the Surfer                  | Queen Albertina                      |                      |
| 2000 | On Music Row                               | Linda Rodgers                        |                      |
| 2002 | Time Changer                               | Michelle Bain                        |                      |
| 2008 | Billy: The Early Years                     | Repórter                             |                      |
| 2012 | Last Ounce of Courage                      | Dottie Revere                        |                      |
| 2013 | Doonby                                     | Barbara Ann                          |                      |
| 2016 | I'm Not Ashamed                            | Linda                                |                      |

### Na televisão
| Ano       | Título                  | Personagem        | Notas                          |
| --------- | ----------------------- | ----------------- | ------------------------------ |
| 1983      | Bare Essence            | Lady Bobbi Rowan  | 11 Episódios                   |
| 1984-1985 | Cover Up                | Danielle Reynolds | 21 Episódios                   |
| 1985      | A.D.                    | Messalina         | Partes 1,2,3,4 e 5             |
| 1996      | Poltergeist: The Legacy | Lorraine Compton  | Episódio: Revelations          |
| 1997      | Nash Bridges            | Jenny             | Episódio: Shake, Rattle & Roll |